# ادوارد اشتاینمان
ادوارد اشتاینمان (آلمانی: Eduard Steinemann; ۲ اوت ۱۹۰۶ – ۲۸ ژوئن ۱۹۳۷) ژیمناست هنری اهل سوئیس بود.
از افتخارات وی می‌توان به کسب مدال طلا بخش تیمی در بازی‌های المپیک تابستانی ۱۹۲۸ و مدال نقره در بازی‌های المپیک تابستانی ۱۹۳۶ اشاره کرد.